# Monumentul lui Avram Iancu din Hălmagiu
Monumentul lui Avram Iancu este un monument istoric aflat pe teritoriul satului Hălmagiu (comuna Hălmagiu, județul Arad).

## Istoric și trăsături
Monumentul este amplasat în Piața Rasovician, în parcul central al localității Hălmagiu. Bustul lui Avram Iancu a fost ridicat în 1974 la 150 ani de la nasterea sa, pe locul arestãrii sale din 15 decembrie 1849. Initiativa i-a aparținut primarului Stefea Iosif, cu concursul autoritãtilor din Arad si al hãlmãgenilor. Este opera sculptorului Ioan Tolan, fiind turnat în bronz și amplasat pe un soclu de beton sclivisit (cu duritate mare, rezistent la uzură).
Dezvelirea bustului a avut loc in ziua de 20 octombrie 1974 în prezenta a peste 5000 de oameni. Serbarea a fost inaugurată de un grup de cãlãreti îmbrãcati în costume nationale locale, simbolizând luptãtori localnici din revolutia anilor 1848/49.

## Imagini

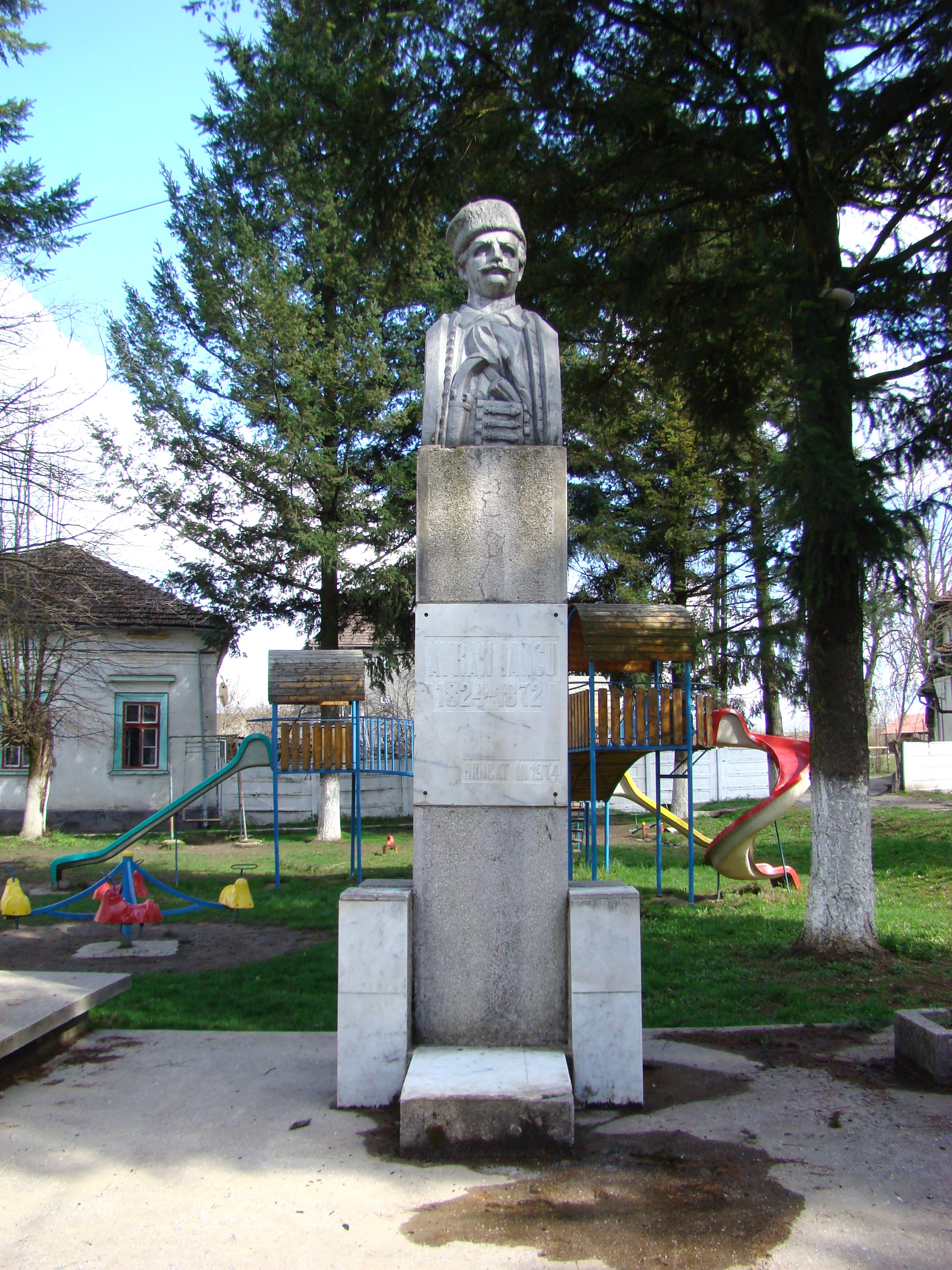
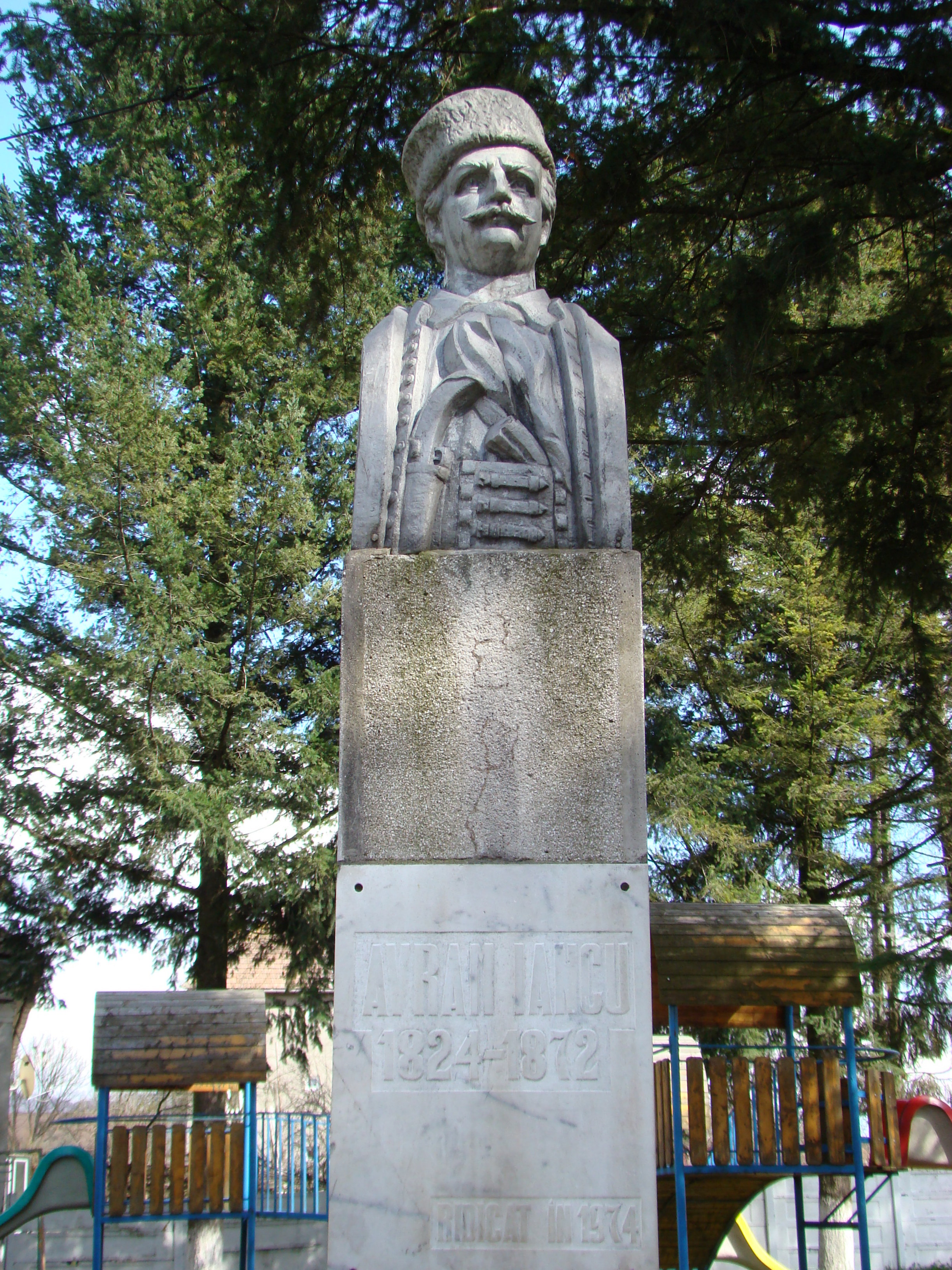
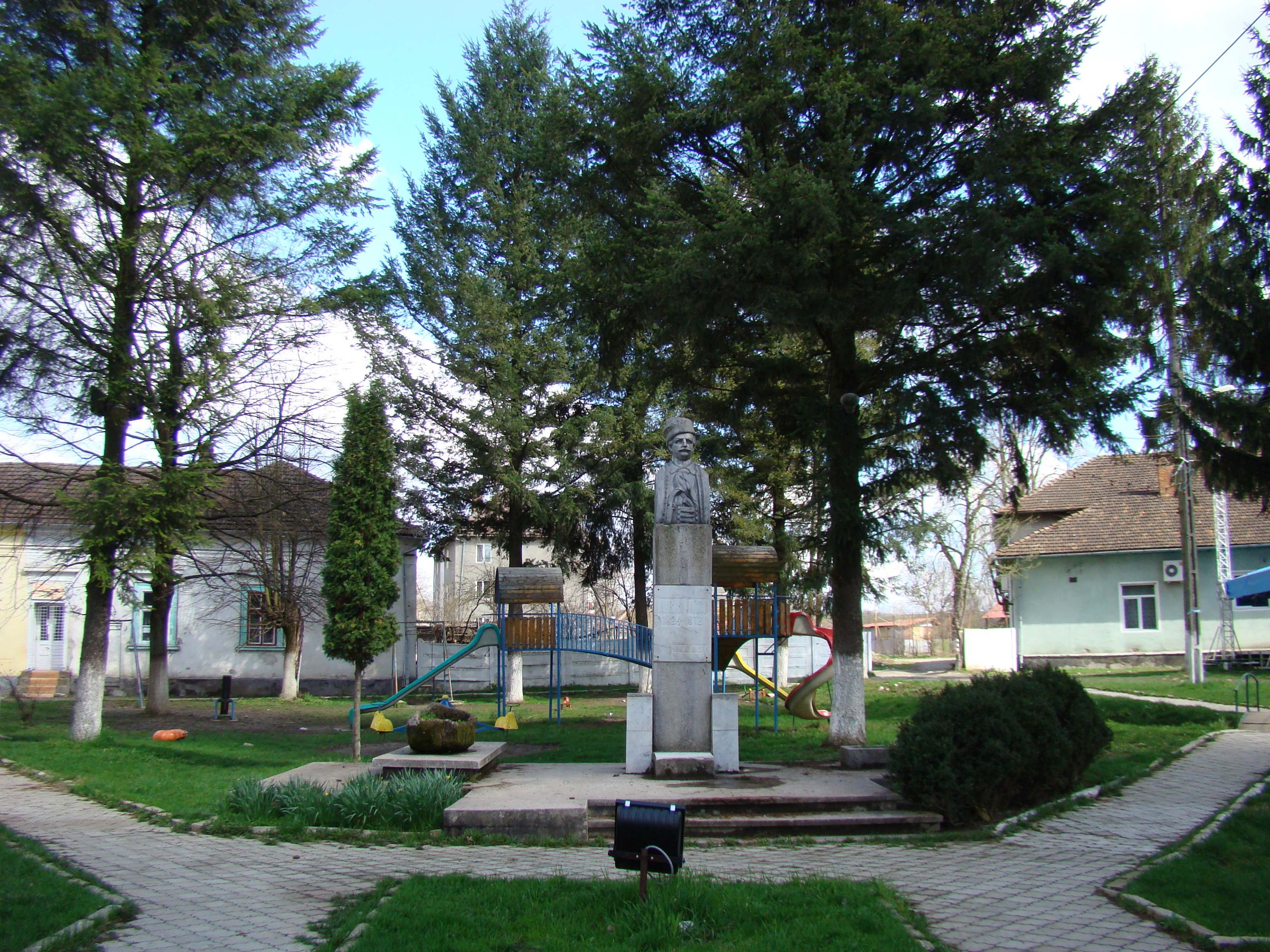
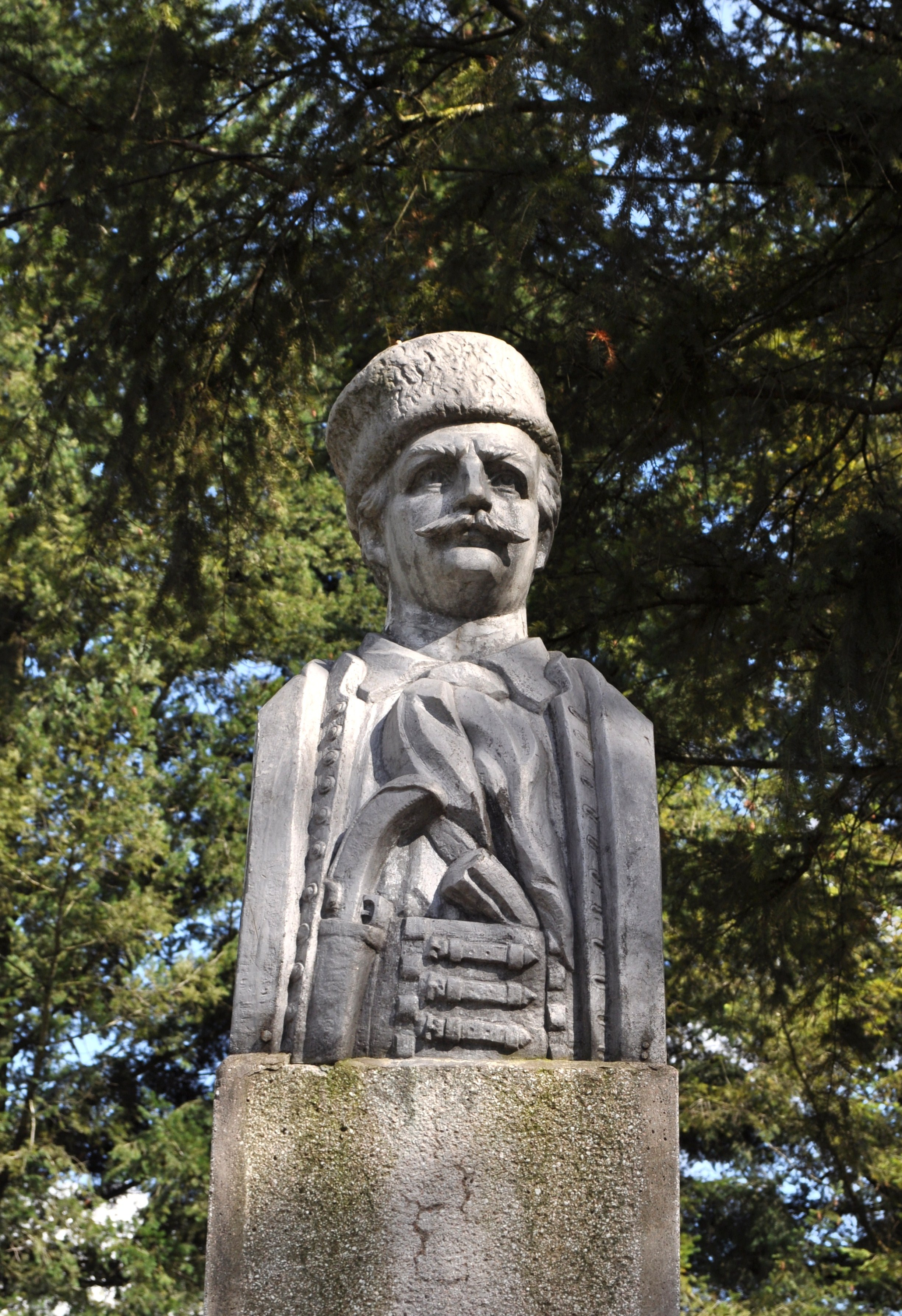
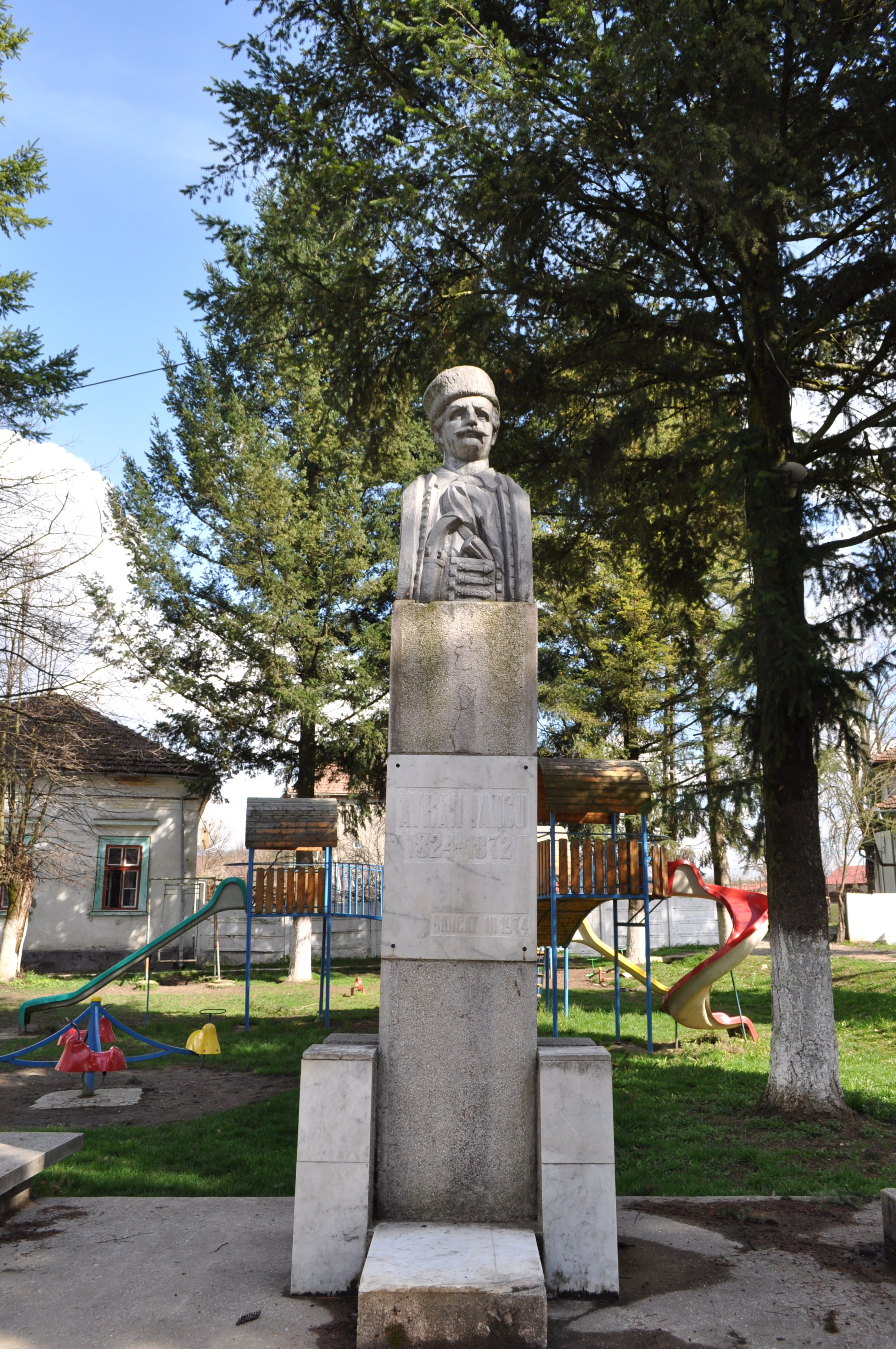